# Konrad Sandkühler
Konrad Sandkühler (* 15. Februar 1886 in Würzburg; † 31. Mai 1976 in Filderstadt-Bonlanden) war ein deutscher Philologe, insbesondere Neuphilologe, Waldorflehrer und Anthroposoph. Als Übersetzer befasste er sich vor allem mit altsprachlichen Texten, insbesondere mit der Gralsliteratur.

## Leben und Wirken
Konrad Sandkühler war der Sohn eines Unternehmers und Fabrikanten und wuchs bis zu seinem 15. Lebensjahr gemeinsam mit sechs Geschwistern in Würzburg auf. Nach der Übersiedelung der Familie nach München besuchte er das Wilhelmsgymnasium, wo er 1906 das Abitur ablegte. An der Universität München studierte er Romanistik und Anglistik und wurde bei Karl Vossler zum Dr. phil. promoviert. Seit dem Studium gehörte er dem Akademisch-Neuphilologischen Verein München im WCV an. Während seiner Studienzeit spielte er im Studentenorchester Violine, musikalische Studien absolvierte er unter anderem bei Hans Neumeyer (1887–1944).
Sandkühler war ab 1908 als Hauslehrer bei einer gräflichen Familie in Belgien tätig und erhielt 1913 einen Lehrauftrag an der Domschule in Reval (Estland). Als er sich für eine Zusatzprüfung für den Französischunterricht 1914 in Paris aufhielt, wurde er nach Ausbruch des Ersten Weltkriegs verhaftet und dann in einem französischen Lager interniert.
Im Jahr 1918 kehrte er nach München zurück und heiratete Weihnachten 1919 Jutta Kronecker, die Tochter eines Juristen, mit der er nach Nürnberg zog, wo er an einem Gymnasium unterrichtete. In Nürnberg wurde er mit der Waldorfpädagogik vertraut und besuchte verschiedene Vorträge und Veranstaltungen. Nach einer Veranstaltung in Stuttgart wurde er 1925 Lehrer an der dortigen Waldorfschule Uhlandshöhe; hauptsächlich für die Fächer Englisch und Französisch in den Oberklassen. Nach der Schließung der Schule durch die Nationalsozialisten unterrichtete er ab 1938 an der Waldorfschule in Dresden, bis auch diese 1941 geschlossen wurde. Danach lehrte er in Dresden an der städtischen Oberschule für Jungen. Nachdem ihm 1944 ein absolutes Lehrverbot erteilt wurde, spielte er als Bratschist bei den Dresdner Philharmonikern bis zur kriegsbedingten Auflösung des Orchesters im September 1944. Die letzten Monate des Zweiten Weltkriegs verbrachte er in einem Arbeitslager der Organisation Todt. Nach Kriegsende kam er 1945 über Bayern zurück nach Stuttgart und nahm seine Lehrtätigkeit an der neueröffneten Waldorfschule wieder auf.
Sandkühler unternahm ausgedehnte Reisen durch Europa, in die USA und in den Orient. Er veröffentlichte zahlreiche Übersetzungen, unter anderem Werke der altfranzösischen Literatur, sowie seine Autobiografie und der Vater des Lehrers, Schriftstellers und Übersetzers Bruno Sandkühler sowie des Internisten und Labormediziners Stefan Sandkühler. Ein weiterer Sohn war der Verlagskaufmann, Autor und Reiseschriftsteller Martin Sandkühler (1927–2016).

## Veröffentlichungen (Auswahl)

### Als Autor
- Der Drachenkampf des Heiligen Georgs in der englischen Sage und Geschichte. Dissertation, München-Pasing, 1913.
- Wirken durch Worte und Klänge. Autobiographie eines Waldorflehrers. Ogham-Verlag, Stuttgart 1986, ISBN 3-88455-601-0.

### Als Übersetzer
- Chrétien de Troyes: Perceval oder die Geschichte vom Gral. Orient-Occident-Verlag, Stuttgart 1929.
- Jean-François Bladé: Der Mann in allen Farben. Märchen aus der Gascogne. Verlag Freies Geistesleben, Stuttgart 1952; 4. Aufl. 1977, ISBN 3-7725-0494-9.
- Robert de Boron: Die Geschichte des Heiligen Gral. Verlag Freies Geistesleben, Stuttgart 1958; 3. Aufl. Ogham-Verlag, Stuttgart 1979, ISBN 3-88455-705-X.
- Gauwain sucht den Gral. Erste Fortsetzung des Perceval von Chrestien de Troyes Verlag Freies Geistesleben, Stuttgart 1959; 3. Aufl. 1977, ISBN 3-7725-0480-9.
- Irrfahrt und Prüfung des Ritters Perceval. 2. Fortsetzung von Chrestien de Troyes' „Perceval“ . Verlag Freies Geistesleben, Stuttgart 1960; 3. Aufl. 1977, ISBN 3-7725-0480-9.
- Robert de Boron: Merlin – der Künder des Grals. Verlag Freies Geistesleben, Stuttgart 1975, ISBN 3772506488.
- Padraic Colum: Der Königssohn von Irland. Verlag Freies Geistesleben, Stuttgart 2016, ISBN 978-3-7725-2763-0.